# Lex van Spall
Alexander (Lex) van Spall (Paramaribo, 6 november 1903 - 1982) was een Surinaams saxofonist, gitarist en bandleider. Hij was de eerste Surinamer die in Nederland naam maakte in de muziek en trad wereldwijd op. Hij werd bekend met jazz en speelde nog een tijd habanera. Hij was een van de eerste bandleiders die jazz combineerde met andere stijlen, waaronder tango, latin en calypso.

## Biografie

### Aankomst in Nederland
Van Spall werd in Paramaribo geboren en kwam in 1921 op zijn achttiende aan in Nederland. Hij werkte aanvankelijk als bankbediende. Kort daarop sloot hij zich aan bij een amateurband. Vanaf 1923 speelde hij voor The Original Jazz Syncopators  uit Den Haag, eveneens een amateurband, onder leiding van Henk Hendrils. Met deze band liet hij in 1924 de eerste jazzgitaarsolo op Nederlandse radio horen.

### Wereldwijze tournees, Rangoon, Parijs en Berlijn
Tijdens een korte vakantie naar de Wereldtentoonstelling in Wembley, Londen, speelde hij enkele nummers mee met de Oxley Band. Hij kreeg vervolgens een halfjaarcontract en reisde met de band de wereld over, met optredens in Australië, Bombay, Hongkong, Shanghai en Zuid-Afrika. Hierna reisde hij verder met een eigen band en speelde hij in Bangkok en Singapore, en daarna anderhalf jaar met een Filipijns orkest in een dancing in Rangoon in Birma. Terug in Europa speelde hij in enkele dancings in Parijs en vervolgens vanaf 1929 in Berlijn. Daar huwde hij de Duitse Frieda Emma Charlotte Grosz; samen kregen ze twee kinderen. Hij bleef nog tot februari 1933, en vertrok toen naar Nederland vanwege het opkomende nationaalsocialisme.
In Amsterdam speelde hij voor de Chocolate Kiddies die werden geleid door de Belgische komiek en drummer Bobby 't Sas. Nadat Van Spall de leiding overnam, speelde de band in bekende Nederlandse dancings. Andere leden waren onder meer Melle Weersma op piano, Jascha Trabsky op tenorsax en viool en David van Weezel op trompet. Met de Amerikaanse pianist Freddy Johnson maakte hij plaatopnamen voor Decca. Ze leidden samen de band en hadden succesvolle optredens in Nederland, Zwitserland en opnieuw in Berlijn.

### Tweede Wereldoorlog
Vanaf januari 1940 speelde hij met zijn orkest in Hotel Hamdorff en het Palais de Danse in Den Haag en Scheveningen. Tijdens de Duitse bezetting kregen Van Spall, en ook de Surinaamse artiesten Lex Vervuurt en Max Woiski sr., een Ariërverklaring waardoor ze in zekere zin in staat waren om tijdens de Tweede Wereldoorlog door te blijven spelen. Van 1941 tot 1943 trad hij met zijn orkest op in heel Nederland, met Lex Vervuurt op gitaar, Nico de Rooij op piano en Kees van Dorsser op trompet. Hun optreden in het Hilversumse Grand Theater Gooiland werd op 17 april 1943 uitgezonden door de Nederlandsche Omroep. Ondertussen maakte de zangeres Rita Reys in 1942 in de band van Van Spall haar entree in de jazzwereld.

### Na de bevrijding
Na de bevrijding speelde hij nog tot medio 1946 voor Canadezen in Hilversum, met artiesten als Rita Reys met zang, Sem Nijveen op trompet en viool, Tony van Hulst op gitaar, Henk Ortman op bas en Wessel Ilcken op drums. Na een korte onderbreking, waarin hij met zijn vrouw een modezaak runde in Hilversum, formeerde hij met medewerking van Max Woiski sr. een orkest in de muziekstijl habanera. Daarnaast had hij nog een radio-orkest. Met beide trad hij op in vooraanstaande gelegenheden in Nederland en op de radiozenders AVRO en PCJ. Vanaf het eind van 1957 tot 1959 hield hij tournees door Zweden en opnieuw in Duitsland. Van Spall was een van de eerste bandleiders die jazz combineerde met andere stijlen, waaronder tango, latin en calypso.
Over zijn leven na 1960 is weinig tot niets bekend. Wel is bekend dat hij in 1982 is overleden.